# Pterotolithus maculatus
Pterotolithus maculatus és una espècie de peix de la família dels esciènids i de l'ordre dels perciformes.

## Morfologia
- Els mascles poden assolir 45 cm de longitud total.[1][2]

## Hàbitat
És un peix de clima tropical i bentopelàgic.

## Distribució geogràfica
Es troba des de Sri Lanka fins a Borneo.

## Ús comercial
Es comercialitza fresc i en salaó, incloent-hi la bufeta natatòria assecada.

## Observacions
És inofensiu per als humans.